# مايك غولدن
مايك غولدن (بالإنجليزية: Mike Golden)‏ هو لاعب كرة قاعدة أمريكي، ولد في 11 سبتمبر 1851 في Shirley, Massachusetts ‏ في الولايات المتحدة، وتوفي في 11 يناير 1929 في روكفورد في الولايات المتحدة.

## وصلات خارجية
- مايك غولدن على موقعبيزبول رفرنس.كوم (الدوري الرئيسي) (الإنجليزية)
- مايك غولدن على موقعبيزبول رفرنس.كوم (الدوري الثانوي) (الإنجليزية)